# Mediolan-Turyn 2020
Mediolan-Turyn 2020 – 101. edycja wyścigu kolarskiego Mediolan-Turyn, która odbyła się 5 sierpnia 2020 na trasie o długości 198 km pomiędzy miastem Mesero a miejscowością Stupinigi. Wyścig był częścią UCI ProSeries 2020.
Wyścig początkowo miał odbyć się w październiku 2020, jednak, ze względu na pandemię COVID-19, doszło do znaczących zmian w kalendarzu UCI, w wyniku których zmagania w Mediolan-Turyn zostały przeniesione na sierpień 2020.

## Drużyny
| WorldTeams (14)- AG2R La Mondiale - Astana - Bora-Hansgrohe - CCC Team - Deceuninck-Quick Step - Groupama-FDJ - Israel Start-Up Nation - Lotto Soudal - Mitchelton-Scott - Movistar Team - Ineos - Jumbo-Visma - Trek-Segafredo - UAE Team Emirates ProTeams (7)- Alpecin-Fenix - Androni Giocattoli-Sidermec - Bardiani CSF Faizanè - Circus-Wanty Gobert - Gazprom-RusVelo - Arkéa-Samsic - Vini Zabù-KTM Reprezentacja- Włochy |
| |

## Klasyfikacja generalna
| \| Klasyfikacja generalna \| Klasyfikacja generalna \| Klasyfikacja generalna \| Klasyfikacja generalna \| Klasyfikacja generalna \| \| Kolarz \| Kolarz \| Państwo \| Drużyna \| Czas \| \| ---------------------- \| ---------------------- \| ---------------------- \| --------------------------- \| ---------------------- \| \| 1. \| Arnaud Démare \| Francja \| Groupama-FDJ \| 4h 18' 57" \| \| 2. \| Caleb Ewan \| Australia \| Lotto-Soudal \| + 0" \| \| 3. \| Wout van Aert \| Belgia \| Jumbo-Visma \| + 0" \| \| 4. \| Peter Sagan \| Słowacja \| Bora-Hansgrohe \| + 0" \| \| 5. \| Danny van Poppel \| Holandia \| Circus-Wanty Gobert \| + 0" \| \| 6. \| Nacer Bouhanni \| Francja \| Arkéa-Samsic \| + 0" \| \| 7. \| Fernando Gaviria \| Kolumbia \| UAE Team Emirates \| + 0" \| \| 8. \| Manuel Belletti \| Włochy \| Androni Giocattoli-Sidermec \| + 0" \| \| 9. \| Dion Smith \| Nowa Zelandia \| Mitchelton-Scott \| + 0" \| \| 10. \| Ben Swift \| Wielka Brytania \| Team Ineos \| + 0" \| |                  |                 |                             |            |
| |                  |                 |                             |            |
| Źródło: ProCyclingStats |                  |                 |                             |            |
| Klasyfikacja generalna |                  |                 |                             |            |
| Kolarz | Kolarz           | Państwo         | Drużyna                     | Czas       |
| 1. | Arnaud Démare    | Francja         | Groupama-FDJ                | 4h 18' 57" |
| 2. | Caleb Ewan       | Australia       | Lotto-Soudal                | + 0"       |
| 3. | Wout van Aert    | Belgia          | Jumbo-Visma                 | + 0"       |
| 4. | Peter Sagan      | Słowacja        | Bora-Hansgrohe              | + 0"       |
| 5. | Danny van Poppel | Holandia        | Circus-Wanty Gobert         | + 0"       |
| 6. | Nacer Bouhanni   | Francja         | Arkéa-Samsic                | + 0"       |
| 7. | Fernando Gaviria | Kolumbia        | UAE Team Emirates           | + 0"       |
| 8. | Manuel Belletti  | Włochy          | Androni Giocattoli-Sidermec | + 0"       |
| 9. | Dion Smith       | Nowa Zelandia   | Mitchelton-Scott            | + 0"       |
| 10. | Ben Swift        | Wielka Brytania | Team Ineos                  | + 0"       |